# Thang độ lớn Cục Khí tượng Nhật Bản
Thang độ lớn Cục Khí tượng Nhật Bản (tiếng Nhật: 気象庁マグニチュード) là thang đo độ lớn động đất do Cục Khí tượng Nhật Bản quy định.

## Tổng quan
Tại Nhật Bản, với các trận động đất nông (độ sâu < 60 km) trong vòng 600 km, Cục Khí tượng Nhật Bản sẽ tính toán  một giá trị độ lớn có ký hiệu là MJMA, MJMA, hoặc MJ. (Không nên nhầm lẫn với giá trị độ lớn mô men cũng do JMA tính toán với ký hiệu Mw(JMA) hoặc M(JMA), hay thang cường độ Shindo.) Giá trị độ lớn JMA được dựa trên biên độ chuyển động cực đại của mặt đất (tương tự như các thang độ lớn cục bộ); giá trị này có sự đồng thuận "khá tốt" với giá trị độ lớn mô men Mw  trong khoảng từ 4,5 tới 7,5, nhưng lại đánh giá thấp các trận động đất có độ lớn lớn hơn.